# 東華三院李潤田紀念中學
東華三院李潤田紀念中學（英語：T.W.G.Hs Lee Ching Dea Memorial College）是位於香港香港島北角的一所津貼中學，由東華三院主辦，屬於香港第三網港島灣仔區的中學，校址為香港北角雲景道18號，佔地4500平方米。

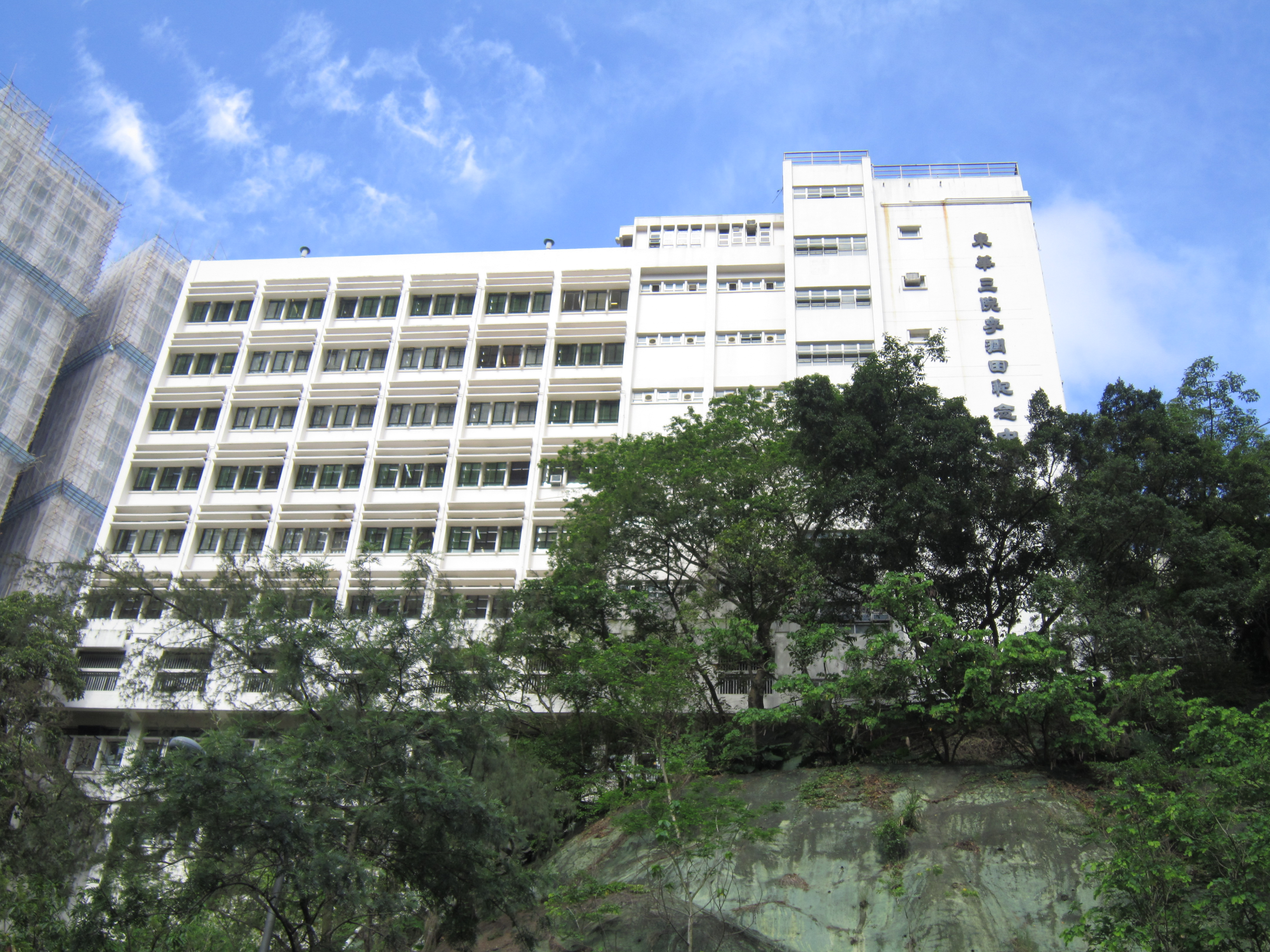
東華三院李潤田紀念中學校舍

## 校政管理
歷任校監
- 1973年起至今當屆東華三院主席，任期1年

歷任校長
- 1970年至1973年：邱維清 先生[5]
- 1973年至1995年：胡國星 先生[5][6]
- 1995年至2005年：周羅汝珩 女士[5][7]
- 2005年至2010年：譚福基 先生[8]
- 2010年[9]至2016年：梁東榮 先生[10]
- 2016年至2020年：鄧錦棠 先生[11]
- 2020年至今：曾詠珊 女士

歷任副校長
- 蔣呂雪雲 女士[4]
- 簡慧萍 女士[4]

## 辦學宗旨與校訓
東華三院李潤田紀念中學重視全人教育，提供優良的學習環境及發揮個人潛能。從而使學生成為具備知識技能、獨立思考、勇於承擔與關注社會的良好公民。另外，該校校訓中，「勤」是指勤以自強、「儉」是指儉以惜物、「忠」是指忠以盡心、「信」是指信以待人。

## 學校資料
1963年，東華三院董事局倡辦第二中學；未幾得到政府撥出天后廟道地皮興建學校，1964年2月由時任教育司唐露曉主持奠基禮。但在興建校舍過程中遇上地基展拓困難，以致1969年才完成地基工程。基於1960年代建築材料與工資漲價，學校的建築費由五百七十萬升至八百七十萬（1969年敲定總建築費為港幣五百六十多萬元）。最終在李賜豪捐出十五萬、黃鳳翎捐出五十萬和政府資助的情況下，東華三院李潤田紀念中學的校舍興建工程得以竣工。該校的學生於1970年9月1日至1974年5月期間，暫時借用時當時稱為東華三院第一中學（東華三院黃笏南中學）開課。1971年得到東華三院已故總理李潤田夫人李吳若華捐出的五十萬元，因而將校名命名為「李潤田紀念中學」。在1974年正式遷入新校舍，港督麥理浩爵士於同年2月5日主持開幕儀式。1975年，該校第一次派學生參加香港中學會考。
東華三院李潤田紀念中學自1990年開始成立學生會，1997年10月成立家長教師會。1998年9月起推行母語教學，2000年將班別數目由二十九班逐年減至二十四班，以騰出空間建立多媒體學習中心。後來於2013年，李潤田紀念中學與東華三院旗下兩所中學東華三院陳兆民中學以及東華三院馬振玉紀念中學參加「惜書勵學」計劃，重用舊教科書以應付教科書價錢每年加價的問題。
而在活動組織方面，該校設有34個學會，涵蓋田徑、韻律操、游泳、球類、童軍（港島第52隊女童軍、港島第10旅海童軍）、基督徒團契、圖書館助理員、環保、劇社、天文、合唱團、舞蹈美術等範疇。

## 行政組織
| (1)                            | (2)                                        | (3)                                                      |
| ------------------------------ | ------------------------------------------ | -------------------------------------------------------- |
| - 訓導處 - 輔導處 - 課外活動處 | - 升學及擇業處 - 註冊及考試處 - 資訊科技處 | - 品德教育委員會 - 公民教育委員會 - 健康及生活教育委員會 |

## 著名教師
- 陳鎮華：香港基督徒音樂事工協會創會董事

## 著名/傑出校友
演藝界
- 陳錦龍（1989年中七）：劇團「另劇場」主席
- 梁佩瑚：香港女作家、前演員
- 劉綽琪：前無綫電視及亞洲電視女藝員[26]
- 馬沛詩（1999年中五）：香港舞台劇演員[27]
- 李彩華（2000年中五）：香港女藝人[28]
- 洪助昇（2014年中六）：香港男歌手[29]

商業、學術界
- 陳志邦（1984年）：香港中文大學創業研究中心名譽項目總監、英國劍橋校友顧問委員會成員[30]
- 邱宗祥（1993年）：香港大學醫學院腫瘤科專科教授、瑪麗醫院腫瘤科專科醫生[30]
- 洪驊騮（1994年）：女性手機品牌SUGAR海外銷售總經理

公共事業界
- 袁慧儀（1983年）：前香港運動禁藥委員會秘書處主管[30]
- 施金獎，JP（1987年）：香港電台副廣播處長、前發展局首席助理秘書長（規劃及地政）[30]

其他界別
- 禤孝廉（1990年）：香港大律師、上市公司靛藍星控股獨立非執行董事
- 霍耀文（2003年中五）：香港萬麗海景酒店糕餅總廚
- 余翰禮（2017年中六）：香港電競運動員

## 外部連結
- 東華三院李潤田紀念中學 中學概覽[永久]
- 東華三院李潤田紀念中學 （页面存档备份，存于）
- 東華三院李潤田紀念中學校友會 （页面存档备份，存于）
- 東華三院李潤田紀念中學縱橫碼推廣 （页面存档备份，存于）
- 籌募捐款短片 （页面存档备份，存于）